# Beugelen (zandwinning)
Beugelen is het baggeren van zand op vanaf een binnenscheepje door middel van een schepnet, dat werd opengehouden door een beugel op het eind van een lange stok van ongeveer tien meter. Het systeem werd aangevuld met een touw, dat over een grote schijf (soms een fietswiel) liep. Die schijf hing aan een giek boven het schip. De oorspronkelijke handbeugel had een diameter van pakweg 90 cm. Er kon rond de zeventig kilo zand mee opgehaald worden. 
Het uitstekend bruikbare zand sedimenteert in het benedenrivierengebied. Op de Waal en de Merwede, van Varik tot Sliedrecht, werd het gezocht met een steekboom, een stok met een stalen punt. Door daarmee te voelen en te luisteren werd de rivierbodem afgetast naar grof of fijn zand, dat gebruikt kon worden als metsel-, beton- of grintzand. Als het gezochte zand gevonden was werd het schip op boeg-, achter- en dwarsankers gelegd en mast en giek opgedraaid. Het was gebruikelijk dat de luiken gestapeld bleven en het laadruim dus open lag. De beugel werd door het zand gehaald en met het touw opgetrokken en de zak werd boven het schip leeggestort. 
Later werden er motor aangedreven lieren bij gebruikt en kon er met grotere beugels met een omvang van zeg 120 cm worden gewerkt. Dit lichamelijk zware werk werd weer overgenomen door een kraan met een grijper, een grijperkraanbaggerschip. Men spreekt in plaats van grijpers ook wel van zandknijpers. Uit die tijd stamt ook de zelflosinstallatie. Tegenwoordig gebruikt men voor het winnen van zand meestal schepen die het zand opzuigen, sleephopperzuigers. 

## Nederlandse Vereniging van Beugelschippers
De zelfstandige zandhandelaren verenigden zich in 1949 in een coöperatie, de Nederlandse Vereniging van Beugelschippers (NVB). Op die manier konden ze gezamenlijk duur materieel aanschaffen en gebruiken. Om zand te mogen winnen was een vergunning nodig van Rijkswaterstaat. Daarmee hadden de vergunninghouders een monopoliepositie. Het Ministerie van Economische Zaken maakte daar halverwege de jaren tachtig een einde aan.  Daarna moesten de schippers dat zand kopen en werden ze de enige groep aannemers waar Rijkswaterstaat geld aan overhoudt. Na ruim 50 jaar werd In november 2001 besloten de beugelbond op te heffen.
Het vak van beugelschipper is in Nederland en België uitgestorven. 